# Avry
Avry – szwajcarska gmina (fr. commune; niem. Gemeinde) w kantonie Fryburg, w okręgu Sarine. Powstała 1 stycznia 2001 z połączenia gmin Avry-sur-Matran i Corjolens.

## Demografia
W Avry mieszka 1921 osób. W 2020 roku 21% populacji gminy stanowiły osoby urodzone poza Szwajcarią.

## Transport
Przez teren gminy przebiega droga główna nr 181.